# Lijst van gebergten in Californië
Dit is een alfabetische lijst van gebergten in de Amerikaanse staat Californië.

## Lijst

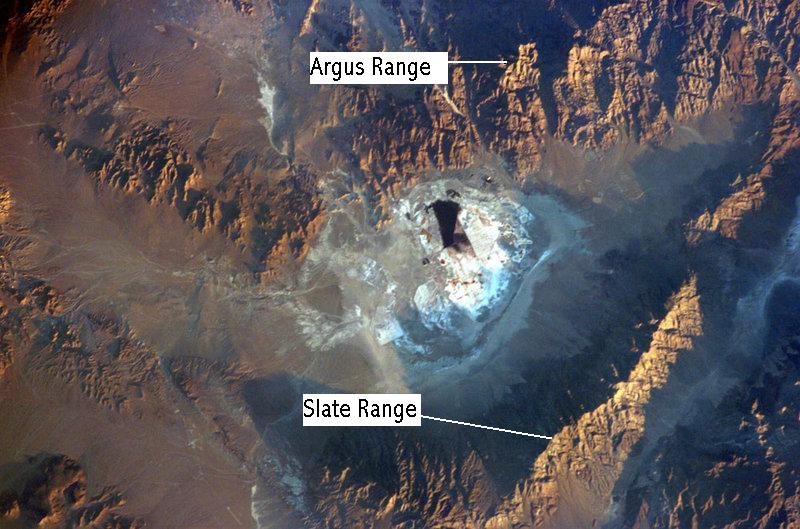
Luchtfoto van de Argus en Slate Ranges.

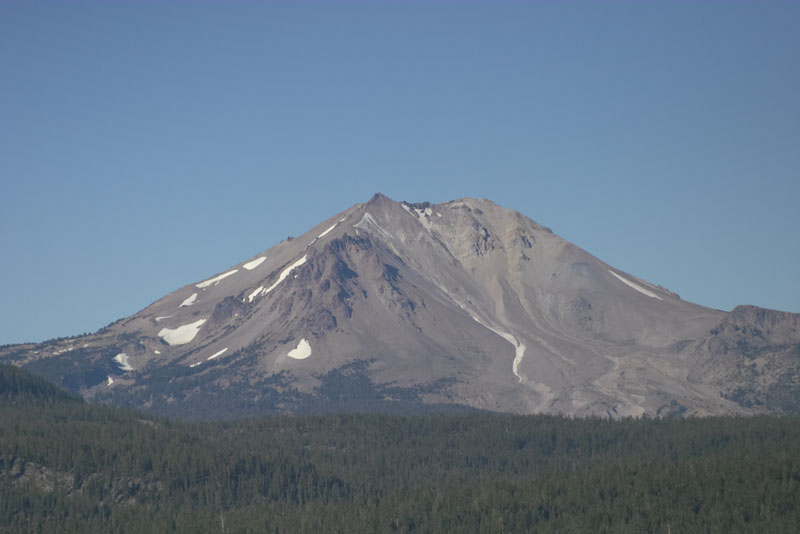
De Cascade Range (hier afgebeeld: Lassen Peak) loopt zuidwaarts vanuit Brits-Columbia tot in Noord-Californië.

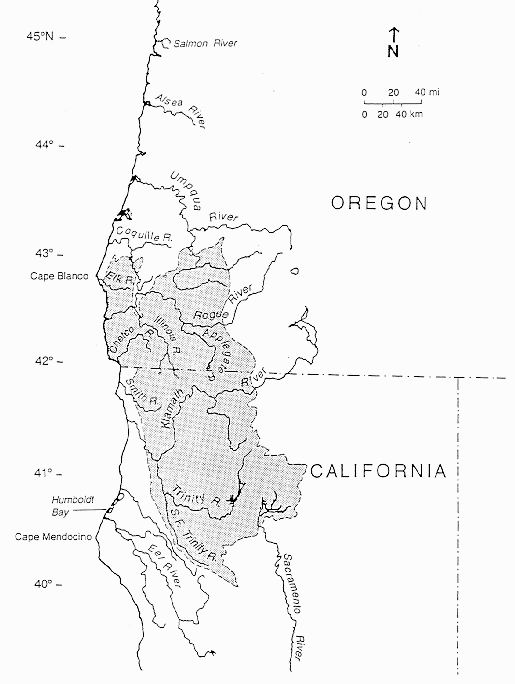
De Klamath Mountains omvatten de volgende gebergten: Siskiyou Mountains, Marble Mountains, Scott Mountains, Trinity Mountains, Trinity Alps, Salmon Mountains en de Yolla-Bolly Mountains.

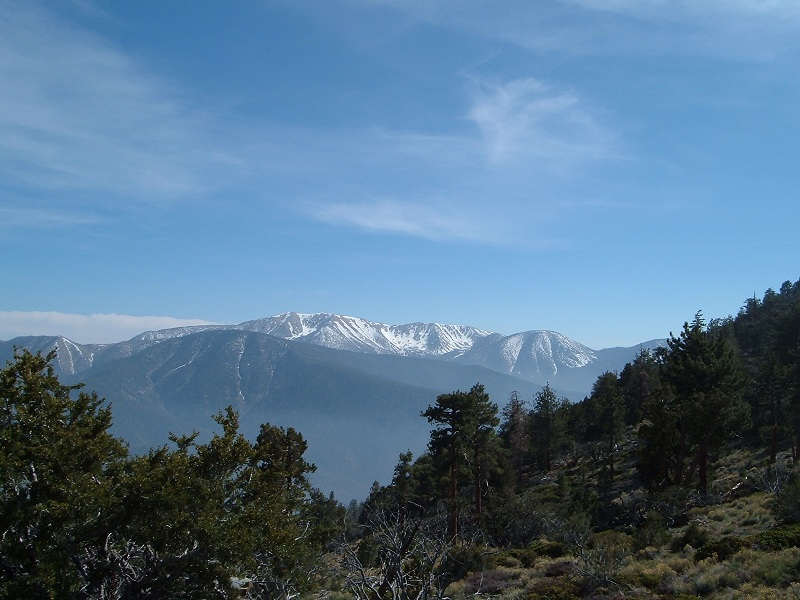
Zicht op de San Bernardino Mountains vanaf Sugarloaf Mountain.

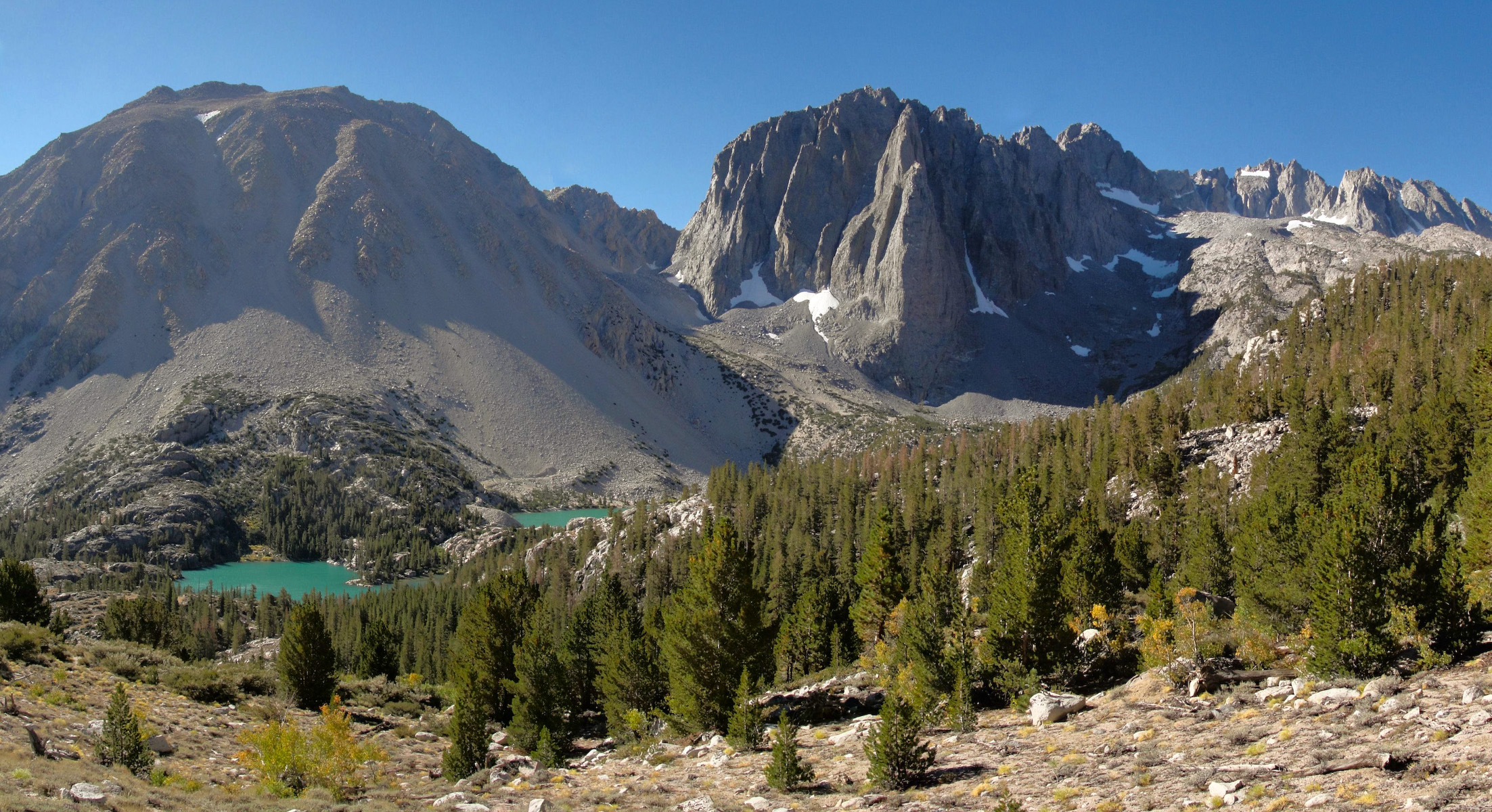
De Sierra Nevada is zo'n 640 km lang en scheidt de Central Valley van de Basin and Range Province.

| - Alabama Hills - Amargosa Range - Argus Range - Avawatz Mountains - Berkeley Hills - Bernasconi Hills - Big Maria Mountains - Black Mountains - Bodie Hills - Bodie Mountains - Box Springs Mountains - Bullion Mountains - Bristol Mountains - Cady Mountains - Calico Mountains en Peaks - Caliente Range - Calumet Mountains - Cargo Muchacho Mountains - Carson Range - Cascade Range - Castle Mountains - Cathedral Range - Chalk Hills - Chemehuevi Mountains - Chino Hills - Chocolate Mountains - Chuckwalla Mountains - Clark Mountain Range - Clark Range - Clipper Mountains - Coast Ranges - Coppersmith Hills - Coso Range - Coxcomb Mountains - Crystal Range - Cuyamaca Mountains - Darwin Hills - Dead Mountains - Diablo Range - Eagle Mountains - East Coyote Hills - El Paso Mountains - Funeral Mountains - Gabilan Range - Granite Mountains - Grapevine Mountains - Greenhorn Mountains - Greenwater Range - Guijarral Hills - Hexie Mountains - Indio Hills - In-Ko-Pah Mountains - Inyo Mountains - Ivanpah Mountains - Jacumba Mountains - Jurupa Mountains - Kelso Mountains - Kettleman Hills - King Range - Kingston Range - Klamath Mountains - Kreyenhagen Hills - La Panza Range - Laguna Mountains - Lakeview Mountains - Last Chance Range - Lava Bed Mountains - Little Maria Mountains - Little San Bernardino Mountains - Marble Mountains (San Bernardino County) - Marble Mountains (Siskiyou County) - Marin Hills - Mayacamas Mountains - McCoy Mountains - Mecca Hills - Mendocino Range - Mescal Range - Mesquite Hills - Mesquite Mountains - Montezuma Hills - Mopah Range - Mud Hills - Mule Mountains | - New York Mountains - Newberry Mountains - Old Woman Mountains - Ord Mountains - Orocopia Mountains - Owlshead Mountains - Palen Mountains - Palomar Mountain Range - Palos Verdes Hills - Panamint Range - Panoche Hills - Peninsular Ranges - Peralta Hills - Pinyon Mountains - Piute Mountains - Piute Range - Providence Mountains - Puente Hills - Quail Mountains - Rand Mountains - Red Hills - Resting Spring Range - Ritter Range - Riverside Mountains - Rodman Mountains - Sacramento Mountains - Sagehen Hills - Salmon Mountains - San Bernardino Mountains - San Emigdio Mountains - San Gabriel Mountains - San Jacinto Mountains - San Joaquin Hills - San Jose Hills - San Leandro Hills - San Rafael Hills - San Rafael Mountains - San Ysidro Mountains - Santa Ana Mountains - Santa Cruz Mountains - Santa Lucia Range - Santa Monica Mountains - Santa Rosa Mountains - Santa Susana Mountains - Santa Ynez Mountains - Scodie Mountains - Scott Mountains - Shadow Mountains - Sheep Hole Mountains - Sierra Azul - Sierra Madre Mountains - Sierra Nevada - Sierra Pelona Mountains - Silurian Hills - Simi Hills - Siskiyou Mountains - Slate Range - Soda Mountains - Solomon Hills - Sonoma Mountains - South Hills - Stepladder Mountains - Sutter Buttes - Sweetwater Mountains - Sylvania Mountains - Tehachapi Mountains - Temblor Range - The Badlands - Topatopa Mountains - Transverse Ranges - Trinity Alps - Trinity Mountains - Turtle Mountains - Twin Peaks - Vallecito Mountains - Verdugo Mountains - Volcan Mountains - Warner Mountains - West Coyote Hills - Whipple Mountains - White Mountains - Woods Mountains |